# Xã Lawndale, Quận McLean, Illinois
Xã Lawndale (tiếng Anh: Lawndale Township) là một xã thuộc quận McLean, tiểu bang Illinois, Hoa Kỳ. Năm 2010, dân số của xã này là 158 người.